# Municipio de Ojinaga
El municipio de Ojinaga es uno de los 67 municipios en que se divide el estado mexicano de Chihuahua. Se encuentra situado al noreste de la entidad en una región desértica de la frontera con Estados Unidos. Su cabecera es la ciudad de Ojinaga.

## Geografía
El municipio de Ojinaga se encuentra en la región del Desierto de Chihuahua, al extremo este del territorio del estado, limita con los municipios de Aldama, Guadalupe, Coyame del Sotol, Julimes, Camargo y Manuel Benavides, así como con los condados de Condado de Presidio y Condado de Brewster en el estado de Texas, Estados Unidos.

### Orografía e hidrografía
Su territorio es mayormente plano pero atravesado por varias serranías bajas. En una de ellas, el Río Conchos forma el Cañón del Pegüis, la hidrografía está representada por los dos principales ríos de Chihuahua, el Río Conchos y el Río Bravo, el Conchos desemboca en el Bravo al lado de la cabecera municipal. También se encuentra en su territorio la Presa Toribio Ortega, que embalza las aguas del río Conchos para ser utilizadas para riego.
Hidrológicamente el territorio municipal se encuentra didivido en dos regiones y en cuatro cuencas, la gran mayoría del territorio está asentado en la Región Bravo-Conchos, que se divide en tres cuencas: al extremo norte la Cuenca Río Bravo-Cd. Juárez, la zona central en la Cuenca Río Conchos-Ojinaga y el extremo este en la Cuenca Río Bravo-Ojinaga. Un sector de la zona sur del municipio pertenece a la Región Mapimí y a la Cuenca Polvorillos-Arroyo El Marqués, esta último forma parte de las cuencas cerradas del desierto del norte de México.

### Clima y ecosistemas
El clima es árido extremoso, con temperaturas extremas de 44.9 °C en verano y -14 °C en invierno, las lluvias son escasas y no permiten más que una agricultura de temporal, a excepción de las zonas de regadío de la presa Toribio Ortega. La flora más representativa está constituida por plantas xerófilas como agaves y cactáceas; la fauna por puma, gato montés, coyote, conejo y liebre entre otros.
Entre los climas registrados en el Municipio, la gran mayoría del territorio registra un clima clasificado como Muy seco semicálido. Pequeños sectores al noroeste y al sureste registran clima Seco templado, debido a que las diferencias de altitud en las serranías atenúan lo tórrido del clima desértico; mientras que un sector en el noroeste del territorio municipal le es asignado un clima Muy seco templado, el más extendido en el estado de Chihuahua.
Las precipitaciones pluviales son escasas, el 90% de su territorio recibe precipitaciones que van de los 200 a 300 mm al año. Únicamente dos sectores, debido a que las variaciones en altitud permiten un clima Seco templado, reciben un poco más de precipitación, 300 a 400 mm al año, que sin embargo, ambos sectores se encuentran entre los más secos del estado de Chihuahua.

## Demografía
Según el Conteo de Población y Vivienda de 2005 llevado a cabo por el Instituto Nacional de Estadística, Geografía e Informática, la población del municipio de Ojinaga es 21,157 personas, de los cuales 10,644 son hombres y 10,513 son mujeres.
La población del Municipio de Ojinaga se concentra en las riveras de los dos principales ríos que cruzan el municipio, el Río Conchos y el Río Bravo del Norte, debido a que en estos lugares se pueden realizar actividades como la agricultura la ganadería con mayor eficacia, a diferencia del resto del territorio, eminentemente desértico.

### Localidades
En el censo de 2020 el municipio de Ojinaga contaba con 102 localidades.
| Código INEGI      | Localidad         | Población (2020) |
| ----------------- | ----------------- | ---------------- |
| 080520001         | Ojinaga           | 22 066           |
| Otras localidades | Otras localidades | 2 468            |
| Total municipal   | Total municipal   | 24 534           |

## Política
Según lo establecido, tanto en la Constitución Política de los Estados Unidos Mexicanos, como en la Constitución de Chihuahua el gobierno de un municipio libre le corresponde al Ayuntamiento, el cual es electo por un periodo de tres años no renovables para el periodo inmediato; la reelección es únicamente posible en periodos discontinuos. El Ayuntamiento está conformado por el presidente municipal, que encabeza la administración, y por el Cabildo, conformado por diez Regidores, seis electos por mayoría relativa y cuatro por representación proporcional, además de un Síndico Municipal que se encarga de la fiscalización de los recursos del ayuntamiento. El Presidente Municipal y los Regidores de Mayoría son electos mediante una planilla mientras que el síndico es electo de manera uninominal.
El Municipio de Ojinaga fue creado el 21 de noviembre de 1844, con el nombre de El Norte, pues su cabecera era entonces conocida como Presidio del Norte, el cual fue extendido el 11 de diciembre de 1937 al agregársele el territorio que hoy conforma el Municipio de Manuel Benavides. El primer nombre dado a este municipio en su fundación fue el de Misión de San Francisco de la Junta de los Ríos Bravo y Conchos. Frases populares, como "Ojinaga, la perla del desierto", se refieren al clima que existe en la región, mientras que Ojinaga también es Cuna de Grandes Personalidades Musicales cómo; El Conjunto Primavera, Los Rieleros del Norte, Los Norteños de Ojinaga, Polo Urías y su Máquina Norteña, Los Jilgueros del Arroyo, y Los Rebeldes del Bravo, muchos grupos más.

### División administrativa
El municipio se divide en cinco Secciones Municipales, San Antonio del Bravo, Vado de Piedra, San Juan, Potrero del Llano y el Mulato.
Artículo 11 fracción LII del Código Municipal para el Estado de Chihuahua.

### Representación legislativa
La división política para la elección de Diputados locales y federales que corresponde al municipio es la siguiente:
Local:
- Distrito electoral local 11 de Chihuahua con cabecera en Meoqui.

Federal:
- Distrito electoral federal 5 de Chihuahua con cabecera en Delicias.[14]

### Presidentes municipales
| Presidente                      | Periodo   | Partido |
| ------------------------------- | --------- | ------- |
| Pascuál Valdés                  | 1950-1951 |         |
| Panteleón Baeza                 | 1951-1952 |         |
| Ramón Tarín Tarín               | 1953-1956 |         |
| Jesús Rohana                    | 1956-1959 |         |
| Luis Enrique Vidal              | 1959-1962 |         |
| Diógenes Bustamante             | 1962-1965 |         |
| Enrique Montemayor              | 1965-1968 |         |
| Antonio Franco                  | 1968-1971 |         |
| Guillermo Galindo               | 1971-1974 |         |
| Ernesto Poblano Fernández       | 1974-1976 |         |
| Manuel Tercero Proaño           | 1976-1977 |         |
| Artemio Gallegos                | 1977-1980 |         |
| Juan Daniel Acosta              | 1980-1983 |         |
| José Leyva A.                   | 1983-1985 |         |
| Armando González B.             | 1985-1986 |         |
| Armando Valenzuela Colomo       | 1986-1989 |         |
| José de Jesús Rodríguez Benítez | 1989-1992 |         |
| José Isaac Uribe Alanis         | 1992-1995 |         |
| Manuel Tercero Proaño           | 1995-1998 |         |
| Víctor Sotelo Mata              | 1998-2001 |         |
| Antonio Sánchez Morales         | 2001-2004 |         |
| Jorge Jesús Montoya Luján       | 2004-2007 |         |
| César Carrasco Baeza            | 2007-2010 |         |
| Juan Carlos Valdivia Carnero    | 2010-2013 |         |
| Miguel Antonio Carreón Rohana   | 2013-2016 |         |
| Martín Sánchez Valles           | 2016-2018 |         |
| Martín Sánchez Valles           | 2018-2021 |         |
| Andrés Ramos de Anda            | 2021-2024 |         |